# دحل الهدسي
دحل الهدسي أحد دحول الصمان الواقعة شرق المملكة العربية السعودية، وترجح الدراسات على أنه الدحل الذي خبأ فيه راشد الخلاوي بندقيته، وهي بندقية من نوع الفتيل وكانت عزيزة لديه، ولما تقدم بالسن لم يستطع أن يمارس الصيد كما كان سابقاً، فأخفى البندقية في (دحل) من دحول الصمان (دحل الهدسي) وكتب بيتين من الشعر وصف فيها موقع الدحل الذي أخفى فيه البندقية وضمن البيتين مصطلحات فلكية ومعالم تضاريس لايعرف معناها إلا رجل ذو معرفة، لتكون بمثابة الامتحان لابنه الذي كان لا يزال صغير السن، وأعطى البيتين لزوجته وطلب منها ألا تعطي ابنهما هذين البيتين إلا إذا بلغ مبلغ الرجال، فإن استطاع الوصول إليها نقد استحقها وإلا فلتبق مكانها لتصدأ وتنخر خشبها الأرضة، ويقول في البيتين:
عن طلحة الجودي تواقيم روحة
وعليها شمالي للنسور يغيب
وعنها مهب الهيف رجم وفيضه
وحرورى إن كان الدليل نجيب
فلما أخذ بلغ الابن، أخذ البيتين واجتهد في البحث عن الدحل حتى وصل إليه وأخذ البندقية وكان بجانب الدحل من الجهة الغربية صخرة بيضاء كبيرة، فقال الابن «لو أن أبي أضاف هذا البيت إلى البيتين لعرف كل إنسان مكان الدحل» وقال الابن في البيت:
وخير الدليل مروة فوق جاهلها
خيمة شريف في مراح عزيب